# Motto (Literatur)
Ein Motto (von italienisch motto „Denkspruch, Wahlspruch; (älter) Wort“, in der Emblematik auch „Lemma“) ist ein meist knapper Leitgedanke, der einer größeren Schrift vorangesetzt wird.
Ähnlich dem Wahlspruch einer Person soll das Motto Ziel und Anspruch des folgenden Werkes umreißen. Dabei können ein Motto oder mehrere Mottos sowohl dem Werk im Ganzen als auch einzelnen Teilen, zum Beispiel Kapiteln vorangestellt werden. Häufig wird auf Zitate von literarischen oder wissenschaftlichen Autoritäten zurückgegriffen.

## Geschichte
Mottos sind ein relativ modernes literarisches Phänomen, allerdings waren Wahlsprüche und Autorendevisen, die als ihre Vorläufer gelten, schon im Mittelalter verbreitet. Zuerst vor allem in wissenschaftlichen Werken zu finden und ansonsten nur wenig vertreten, fanden sie Ende des 18. Jahrhunderts vermehrt Zuspruch. Als Auslöser hierfür gilt ihre häufige Verwendung in der englischen Schauerliteratur dieser Zeit, wobei diese Mode sich unter anderem durch den großen Erfolg der historischen Romane Walter Scotts in vielen Ländern verbreitete. Insbesondere Werke der Romantik bedienten sich häufig Mottos, während sie im Realismus nur selten Verwendung fanden.

## Beispiele
- Karl Philipp Moritz, Andreas Hartknopf, Roman. Motto: „Der Buchstabe tötet, aber der Geist macht lebendig.“ (2. Korinther, 3,6)
- Arthur Schopenhauer, Aphorismen zur Lebensweisheit, Motto: „Das Glück ist keine leichte Sache: es ist sehr schwer, es in uns selbst, und unmöglich, es anderswo zu finden.“ (Nicolas Chamfort)
- Hermann Hesse, Kurgast, Erzählung. Motto: „Müßiggang ist aller Psychologie Anfang.“ (Friedrich Nietzsche)
- Peter Handke, Wunschloses Unglück, Erzählung. Mottos: „He not busy being born is busy dying“ (Bob Dylan) – „Dusk was falling quickly. It was just after 7 p. m., and the month was October.“ (Patricia Highsmith)